# Lokkiluodot (ö i Norra Savolax, Kuopio, lat 63,07, long 27,34)
Lokkiluodot är en ö i Finland. Den ligger i sjön Kallavesi (norra delen) och i kommunen Kuopio i den ekonomiska regionen  Kuopio ekonomiska region  och landskapet Norra Savolax, i den centrala delen av landet, 300 km norr om huvudstaden Helsingfors. Öns största längd är 50 meter i sydöst-nordvästlig riktning. Notera att namnet antyder att det är fråga om flera öar.